# Deputati della IV legislatura del Regno di Sardegna
Questo elenco riporta i nomi dei deputati della IV legislatura del Regno di Sardegna.

## A
- Matteo Agnes
- Antonio Airenti
- Vittorio Angius
- Giacomo Antonini
- Giuseppe Arconati Visconti
- Giuseppe Arnulfo
- Giorgio Asproni
- Giacomo Astengo
- Giovanni Battista Audisio
- Enrico Avigdor

## B
- François Bachet
- Luigi Baino
- Cesare Balbo
- Giuseppe Barbavara di Gravellona
- Federico Barbier
- Girolamo Bartolomei
- François-Marie Bastian
- Giuseppe Bella
- Giovanni Belli
- Giorgio Bellono
- Gaspare Benso
- Giacomo Benso
- Pasquale Berghini
- Ignazio Berruti
- Pio Bersani
- Domenico Berti
- Bernardino Bertini
- Vincenzo Bertolini
- Michele Bes
- Fruttuoso Biancheri
- Giovanni Bianchetti
- Alessandro Bianchi
- Pietro Bianchi
- Maurice Blanc
- Antonio Bolasco
- Giuliano Bollo
- Luigi Bolmida
- Carlo Bon Compagni di Mombello
- Bartolomeo Bona
- Giuliano Bonavera
- Alessandro Borella
- Pietro Antonio Borsarelli
- Pietro Bosso
- Luigi Botta
- Alessandro Bottone di San Giuseppe
- Pietro Boyl di Putifigari
- Giuseppe Brignone
- Angelo Brofferio
- Alessandro Bronzini Zapelloni
- Benedetto Brunati
- Léon Brunier
- Domenico Buffa
- Benedetto Bunico
- Giovanni Buraggi

## C
- Cesare Cabella
- Stanislao Caboni
- Carlo Cadorna
- Antonio Cagnardi
- Carlo Cagnone
- Giuseppe Cambieri
- Angelo Campana
- Domenico Capellina
- François Carquet
- Giacomo Carta
- Michele Casaretto
- Giovanni Battista Cassinis
- Michelangelo Castelli
- Francesco Cattaneo
- Carlo Cavalli
- Gaspare Cavallini
- Camillo Benso, conte di Cavour
- Gustavo Benso di Cavour
- Gaspare Cesano
- Timoléon Chapperon
- Joseph-Agricola Chenal
- Giovanni Chiarle
- Felice Chiò
- Alessandro Colli
- Giovanni Battista Cornero
- Giuseppe Cornero
- Cesare Correnti
- Giuseppe Corrias
- Luigi Corsi
- Francesco Cossu
- Saverio Crosa
- Giovanni Battista Cuneo

## D
- Maurizio d'Alberti della Briga
- Efisio Flores d'Arcais
- Charles de Menthon d'Aviernoz
- Massimo d'Azeglio
- Giuseppe Dabormida
- Lodovico Daziani
- Renato de Blonay
- Salvator Angelo De Castro
- Giovanni de Foresta
- Gaetano De Marchi
- Gustave de Martinel
- Pietro De Rossi di Santarosa
- Teodoro De Rossi di Santa Rosa
- Théophile-Victor de Chevron Villette
- Charles de Viry
- Carlo Decandia
- Vittorio Del Carretto di Balestrino
- Salvatore Delitala
- Joseph-Melchior de Livet
- Carlo Demaria
- Agostino Depretis
- Charles-Marie-Joseph Despine
- Modesto Destefanis
- Britannio Asinari di San Marzano
- Charles Duverger de Saint-Thomas
- Giacomo Durando

## E
- Domenico Elena

## F
- Epifanio Fagnani
- Bernardino Falqui Pes
- Giacomo Fara Forni
- Maurizio Farina
- Paolo Farina
- Luigi Carlo Farini
- Jacques Laurent Favrat de Bellevaux
- Luigi Fecia di Cossato
- Niccolò Ferracciu
- Luigi Ferraris
- Gioacchino Giorgio Fiorito
- Domenico Fois
- Luigi Franchi di Pont
- Vittorio Fraschini

## G
- Domenico Galli
- Antonio Gallina
- Domenico Gallo
- Giovanni Filippo Galvagno
- Emanuele Gandolfi
- Luigi Garbarino
- Pietro Alessandro Garda
- Giusto Emanuele Garelli della Morea
- Carlino Garibaldi
- Giovanni Battista Garibaldi
- Pietro Luigi Gastinelli
- Nicolò Gavotti
- Carlo Gerbino
- Felice Gerbino
- Lorenzo Ghiglini
- Giacomo Gianolio
- Luigi Gianone
- Francesco Gilardini
- Pietro Gioja
- Luigi Girod De Montfalcon
- Claudio Gonnet
- Giuseppe Michele Grixoni
- Francesco Guglianetti
- Francesco Guillot
- Giuseppe Guillot

## I
- Emanuele Beccaria Incisa
- Lorenzo Isnardi

## J
- Antoine Jacquemoud
- Giuseppe Jacquemoud
- Joseph Jacquier-Châtrier
- Humbert Jaillet de Saint-Cergues
- Giovanni Battista Josti
- Francesco Justin

## L
- Alfonso La Marmora
- Albert-Eugène Lachenal
- Giovanni Lanza
- Barthélemy Léotardi
- Antonino Lione
- Antoine Louaraz
- Giuseppe Lyons

## M
- Giuseppe Malan
- Faustino Malaspina
- Germano Malinverni
- Cristoforo Mameli
- Terenzio Mamiani
- Antonio Mantelli
- Domenico Marco
- Diego Marongiu
- Jean-Laurent Martinet
- Enrico Martini
- Marco Massone
- Antonio Mathieu
- Andrea Mazza
- Luigi Melegari
- Filippo Mellana
- Luigi Federico Menabrea
- Bernardo Mezzena
- Giovanni Battista Michelini
- Vincenzo Maria Miglietti
- Alberto Minoglio
- Guglielmo Moffa di Lisio Gribaldi
- Cristoforo Moia
- Benoît Mollard
- Pietro Giuseppe Mongellaz
- Lorenzo Montale

## N
- Giovanni Battista Niccolini
- Pietro Nieddu
- Giovanni Notta
- Perpetuo Novelli

## O
- Giovanni Valerio Oliveri
- Antonio Francesco Olivero

## P
- Pietro Paleocapa
- Giorgio Pallavicino Trivulzio
- Diodato Pallieri
- Ferdinand Palluel
- Carlo Panizzardi
- Eugène-Joseph Parent
- Lorenzo Pareto
- Ilario Filiberto Pateri
- Francesco Pellegrini
- Alessandro Pernati di Momo
- Luigi Pernigotti
- Matteo Pescatore
- Agostino Petitti Bagliani di Roreto
- Giacomo Peyrone
- Carlo Pezzani
- Louis Piccon
- Pietro Pietri
- Ferdinando Augusto Pinelli
- Pier Dionigi Pinelli
- Giovanni Maria Pisano Marras
- Hippolyte Pissard
- Vincenzo Polleri
- Enrico Polliotti
- Secondo Polto
- Gustavo Ponza di San Martino

## Q
- Luigi Zenone Quaglia

## R
- Evasio Radice
- Urbano Rattazzi
- Amedeo Ravina
- Giovanni Regis
- Carlo Riccardi
- Giuseppe Ricci
- Vincenzo Ricci
- Nicolò Richetta
- Ercole Ricotti
- Pietro Riva
- Giuseppe Robecchi
- Edmondo Roberti di Castelvero
- Alessandro Rocci
- Ferdinando Rosellini
- Pietro Rossi
- Stefano Roverizio
- Michelangelo Rulfi
- Giovanni Rusca

## S
- Ruggiero Gabaleone di Salmour
- Giovanni Antonio Sanguineti
- Carlo Sanjust di Teulada
- Giuseppe Sanna Sanna
- Carlo Santa Croce Villahermosa
- Giuseppe Sappa
- Giuseppe Saracco
- Damiano Sauli
- Francesco Sauli
- Gavino Scano
- Carlo Felice Scapini
- Antonio Scialoja
- Gregorio Sella
- Giovanni Serpi
- Francesco Maria Serra
- Orso Serra
- Luigi Seyssel d'Aix
- Francesco Simonetta
- Riccardo Sineo
- Giovanni Siotto Pintor
- Paolo Solaroli di Briona
- Antioco Spano
- Giovanni Battista Spano
- Giovanni Battista Spinola
- Tommaso Spinola
- Andrea Stallo
- Francesco Sulis
- Giovanni Maria Sussarello

## T
- Giuseppe Talucchi
- Angelo Tamburelli
- Sebastiano Tecchio
- Ottavio Thaon di Revel
- Pasquale Tola
- Luigi Torelli
- Ardingo Trotti
- Aurelio Turcotti
- Giovanni Battista Tuveri

## V
- Gioacchino Valerio
- Lorenzo Valerio
- Angelo Valvassori
- Luigi Vicari
- Paolo Onorato Vigliani
- Paolo Viora

## Z
- Antonio Zirio
- Francesco Zunini